# カンテヨジャヤー
『カンテヨジャヤー』（Cantéyodjayâ）は、オリヴィエ・メシアンが1949年に作曲したピアノ曲。演奏時間は約12分。
題名はサンスクリット風の響きをもつメシアンによる造語である。日本語タイトルは「カンテヨジャーヤ」「カンテヨジャーヤー」「カンテヨージャーヤー」などさまざまに記される。

## 概要
アメリカ合衆国のタングルウッドを訪問した1949年7-8月に作曲された。
メシアンが実験的な作風を取っていた時期（1949-1952年）のはじまりをなす。ほぼ同時期に書かれた『4つのリズム・エチュード』の第2曲「音価と強弱のモード」（ヒル & シメオネ 2020, p. 226は1949年初秋に完成と推測）と同様に音価・強弱・アタックを組織化しており、その響きもよく似ている。
『ハラウィ』、『トゥランガリーラ交響曲』、『5つのルシャン』の素材を使用しているが、その一方で音価のモードも使用している。初期メシアンの中心的音楽原理であった「移調の限られた旋法」は最後の2小節以外ほとんど出てこない。
メシアン本人は『カンテヨジャヤー』をあまり評価せず、自分で演奏したことはなかったし、出版は1953年になってからだった。1954年2月23日にパリのマリニー小劇場 (Théâtre Marigny) で行われたドメーヌ・ミュジカルの演奏会において、イヴォンヌ・ロリオによってようやく初演された。

## 構造
曲は3つの部分から構成され、第1と第2の部分はくり返されるルフランとその間に挿入されるクープレから構成される。しかし、とくに第2の部分は伝統的なロンド形式とは異なっている。
第1の部分は「カンテヨジャヤー」と名付けられた特徴的な音型が6回くり返され、その間に5種類の異なるクープレが挿入される比較的単純な構造を持つ。5番目のクープレは「音価・音高・強弱のモード」と名付けられている。最後に「アルバ」(alba)と呼ばれる4番目のクープレが短く再現する。
第2の部分はより複雑な構造をもち、3つのルフラン（楽譜上はそれぞれdoubléafloréalîla, mousikâ, trianguillonouarkîと呼ばれている）とカデンツァのような複雑長大な3つのクープレから構成される。まず3つのルフランが全部演奏される。第1のクープレはインドのリズムにもとづく部分と、音価の半音階（右手はだんだん遅くなり、左手は速くなる）からなる。ついで第1のルフランが再現する。第2のクープレもやはりインドのリズムとその逆行、音価の半音階からなる。第2のルフランがごく短く再現した後に第3のクープレになるが、この部分では4つの音（音価・音高の組み合わせ）の置換や逆行不能リズム（中央部分が徐々に拡大する）が使われている。第3のクープレが大いに盛りあがったところで第1のルフランがフォルテッシモで再現する。第1の部分の第3クープレが現れた後、第3のルフランが再現する。
第3の部分は短いコーダで、第1の部分からカンテヨジャヤーとアルバが再現して終わる。